# Countdown (émission de télévision australienne)
Pour les articles homonymes, voir Countdown.
Countdown est une émission de télévision musicale australienne diffusée de 1974 à 1987 sur la chaîne ABC.
Équivalent australien de l'émission britannique Top of the Pops, elle connaît un grand succès et contribue à populariser des artistes étrangers comme ABBA, Blondie, Madonna ou Cyndi Lauper. De nombreux artistes australiens s'y font également connaître.

## Histoire

### Création
Countdown n'est pas la première émission de télévision musicale australienne, mais elle apparaît à une époque où ce sujet n'est plus représenté sur les écrans après l'arrêt des émissions Uptight (en) et Happening '70 (en). Elle est conçue par Michael Shrimpton, le directeur du département des divertissements du réseau ABC, qui s'est vu charger par ses supérieurs d'attirer un public plus jeune.
D'après la légende, Shrimpton développe le projet avec le producteur Robbie Weekes au bar du Botanical Hotel de South Yarra, dans la banlieue de Melbourne. Alors qu'ils discutent de la nécessité de trouver un découvreur de talents pour repérer les artistes susceptibles de passer dans l'émission, le journaliste rock Molly Meldrum (en) fait une arrivée remarquée sur le trottoir de l'hôtel dans sa voiture et ils décident de l'embaucher.

### Lancement
Le premier numéro de Countdown est diffusé le vendredi 8 novembre 1974. L'émission, en noir et blanc, ne dure alors qu'une demi-heure. Dix artistes australiens s'y produisent en direct : Skyhooks, Sherbet, Stevie Wright, Daryl Braithwaite (en), Hush (en), The Captain Matchbox Whoopee Band (en), Ray Burgess (en), Debbie Byrne (en) et William Shakespeare (en).
Après le succès des six premiers numéros de l'émission, Countdown passe à un format plus long (une heure) en 1975 et change également d'horaire, étant dorénavant diffusée le dimanche soir. Elle commence à être diffusée en couleur le 1er mars 1975, lors d'un numéro spécial où le groupe Skyhooks interprète son tube Horror Movie (en) dans des costumes extravagants.

### Succès

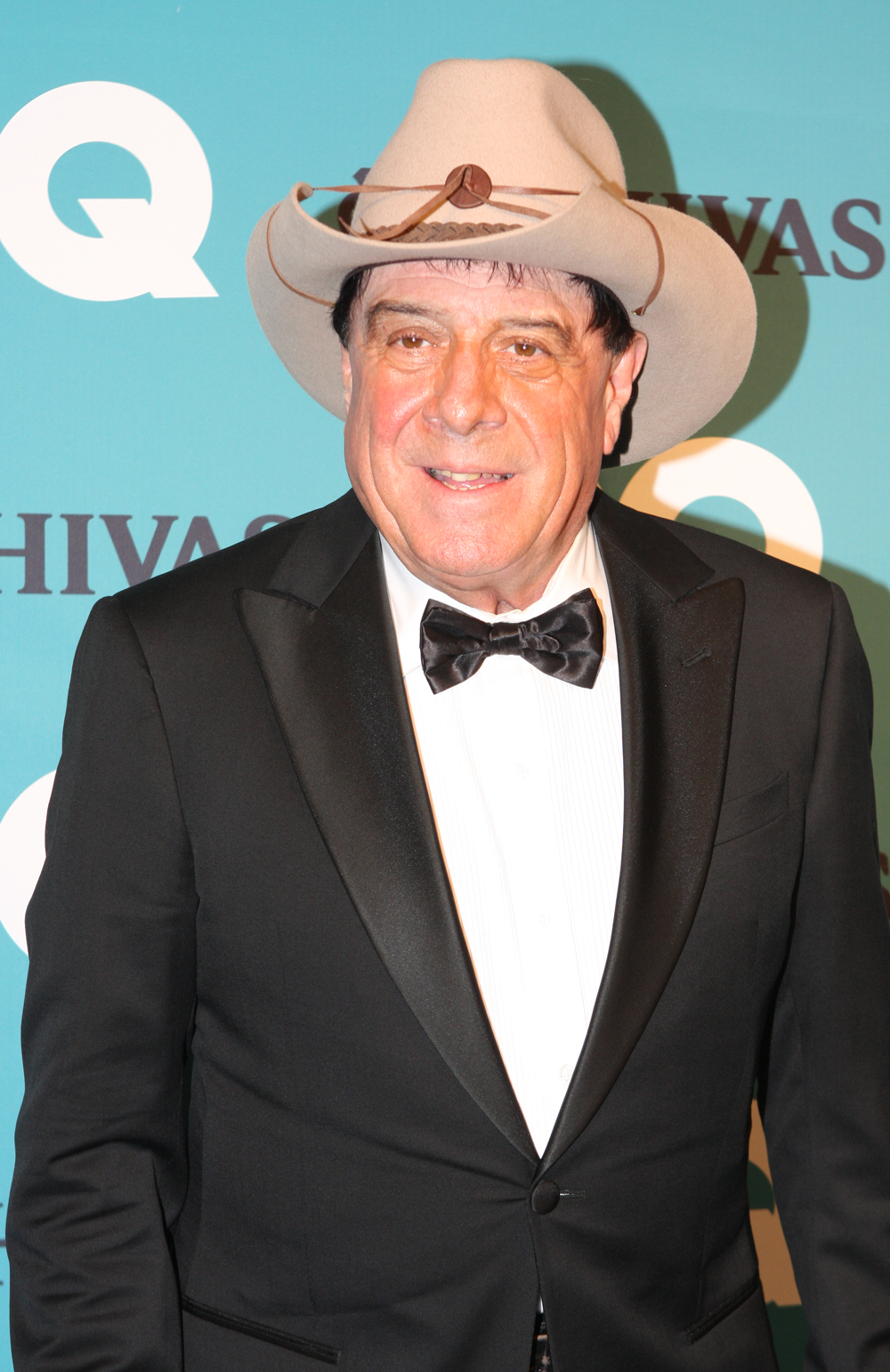
Molly Meldrum en 2012.

Un numéro typique de Countdown se compose de performances en playback, de clips et d'interviews réalisées par Molly Meldrum, qui devient rapidement le visage de l'émission avec sa diction hasardeuse (Shrimpton le décrit comme « une collection de noms à la recherche d'un verbe »), ses nombreuses hésitations et ses expressions emblématiques comme « faites-vous plaisir » (« do yourself a favour ») pour inciter les téléspectateurs à acheter un disque qu'il a particulièrement aimé,.
Les artistes australiens qui s'y produisent sont nombreux, de AC/DC à INXS en passant par Little River Band ou Split Enz. Midnight Oil fait figure d'exception en refusant de passer dans un programme que le groupe juge trop superficiel. L'émission permet également à des artistes étrangers de percer sur le sol australien. C'est ainsi que le groupe américain Blondie décroche son premier succès après que Meldrum diffuse par erreur le clip de la chanson In the Flesh au lieu de celui de X-Offender.

### Disparition
L'émission perd en popularité dans les années 1980, supplantée chez les jeunes par des programmes plus modernes comme Rage (en). Elle disparaît après le numéro du 19 juillet 1987. Une tentative de résurrection en 1989-1990 sous le nom Countdown Revolution fait long feu.